# Giovanni Carlo Anselmetti
Giovanni Carlo Anselmetti (Torino, 23 maggio 1904 – Torino, 21 ottobre 1964) è stato un imprenditore e politico italiano.

## Biografia
Laureato in ingegneria elettrotecnica, nel 1950 diventò direttore e nel 1953 presidente dell'azienda siderurgica Cogne; fu poi direttore e (dal 1959) delle Officine Savigliano. Fu inoltre presidente del Consorzio elettrico del Buthier dal 1950 al 1962 e docente di Elettrotecnica al Politecnico di Torino, nonché amministratore delegato della Società Italiana per il Traforo del Monte Bianco sino al 1962.
Nel 1964 fu nominato Cavaliere del lavoro.
Eletto consigliere comunale nella Democrazia Cristiana, fu prima assessore e poi sindaco di Torino dal 1962 al giorno della morte, avvenuta nel 1964. A capo di un'alleanza di centro-sinistra, si prefisse di completare il programma avviato due anni prima da Peyron. Sollecitò quindi la costruzione dell'autostrada Torino-Piacenza (iniziata nel 1964).
Dovette affrontare soprattutto la questione urbanistica e la domanda di servizi suscitata dalla forte immigrazione (tra il 1951 e il 1961 Torino era passata da 719.000 a 1.026.000 abitanti), ma incontrò difficoltà nel fare approvare il piano regolatore intercomunale, che aveva riproposto con il nome di "Grande Torino" sul modello della "Grande Londra", per la difesa delle autonomie locali portata avanti dall'opposizione e dalla sinistra democristiana. Decise poi di lasciare in sospeso la realizzazione della metropolitana, nonostante i progetti fossero pronti, perché la riteneva troppo onerosa.
Nel 1963 gli fu conferita la Medaglia d'oro dei benemeriti della scuola, della cultura e dell'arte.
La sua città gli ha intitolato una via nel quartiere Mirafiori Sud, nei pressi dello stabilimento Fiat.